# Guerre de Castro
Guerre de Castro
Les guerres de Castro (en italien : Guerra di Castro) sont une série de conflits durant le milieu du XVIIe siècle impliquant la ville antique de Castro, qui était située dans l'actuelle région Latium, en Italie, et qui culminèrent par la destruction de la ville le 2 septembre 1649. Le conflit est le résultat d'une lutte de pouvoir entre la papauté — représentée par les membres de deux familles romaines et des papes en étant issus, respectivement les Barberini et le pape Urbain VIII, et les Pamphili et le pape Innocent X — et les ducs Farnèse de Parme, qui contrôlaient le duché de Castro composé de la ville de Castro et ses territoires environnants.

## Contexte

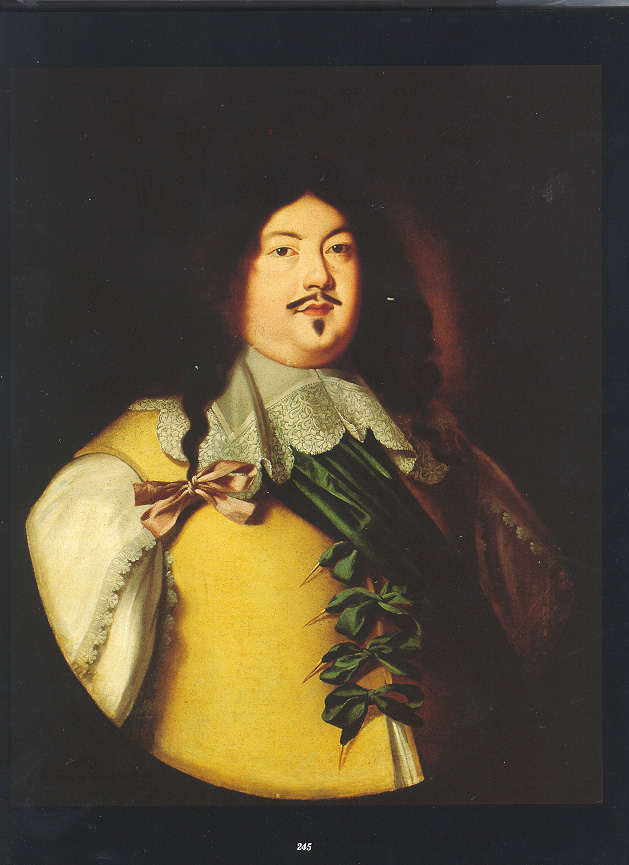
Édouard Ier Farnèse

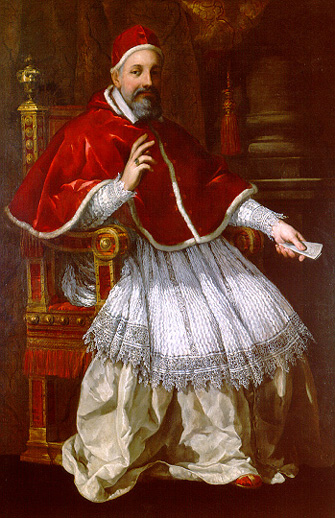
Urbain VIII

La politique papale du milieu du XVIIe siècle est compliquée, changeant souvent les alliances politiques et militaires. Bien qu'il soit difficile de retracer les origines précises de la querelle entre le duché de Parme et de la papauté, ses origines sont issues de manœuvres politiques survenues au cours des années précédant le début d'une action militaire.
Après la création du duché de Parme et Plaisance en 1545, les Farnèse se partagent pendant une dizaine d'années entre le premier et le nouveau duché. Devenu duc de Parme, Pierre-Louis cède Castro à son fils Octave. À la mort d'Octave, le duché passe à son fils Alexandre qui ne s'y rend jamais parce qu'il vit dans le nord de l'Europe, assumant périodiquement la charge de gouverneur de Flandre, laissant ainsi par son absence les finances du duché péricliter.
Le déclin du duché débute avec Ranuce Ier, fils d'Alexandre, qui hérite d'une situation financière catastrophique.
Son successeur, Édouard Ier ne cherche pas à assainir la situation, au contraire, il déclare la guerre à l'Espagne sans même avertir le pape Urbain VIII qui réussit cependant à régler la crise au travers des canaux diplomatiques. Ces mauvais choix politiques affaiblissent encore plus sa position financière, il hypothèque le duché et obtient un prêt d'Urbain VIII.
L'importance stratégique des territoires du duché qui se trouvent à proximité des États pontificaux conduisent le pape à accentuer la pression sur les Farnèse incapable d'honorer leurs dettes.
Cette situation de défaut de paiement des Farnèse est la cause ou le prétexte de l'intervention militaire papale.

## Préparation
Le pape Urbain VIII répond aux demandes des créanciers du duc Odoardo en envoyant son neveu Antonio, Fabrizio Savelli et le marquis Luigi Mattei à occuper la ville de Castro. Les forces papales comprenaient également les commandants Achille d'Étampes de Valençay et le marquis Cornelio Malvasia.
Dans le même temps, le pape envoie comme plénipotentiaire le cardinal Bernardino Spada pour tenter de résoudre la crise. Spada réussit à négocier une trêve, mais quand les chefs militaires du Pape se rendent compte que les ducs de Parme massent des troupes pour les contrer, Urbain VIII déclare que l'accord de paix est nul et non avenu, revendiquant que Spada avait négocié sans son consentement.
Urbain VIII avait fait amasser des troupes à Rome tout au long de 1641.

## La première guerre de Castro (1641-1644)
Les causes lointaines de la première guerre de Castro peuvent être retrouvées dans la politique expansionniste de la famille Barberini qui trouve sur sa route Édouard Farnèse. Prenant comme prétexte la position du duché de Castro, créé en partie sur les territoires du patrimoine de saint Pierre en Tuscie, Urbain VIII (Maffeo Barberini), de connivence avec deux de ses neveux, le cardinal Francesco Barberini et le cardinal Antonio Barberini, décide de soustraire aux Farnèse les privilèges et les possessions dont la famille bénéficie depuis plusieurs siècles en les poussant à la faillite.
Après avoir cherché à se faire vendre le duché, les deux frères cherchent d'autres moyens pour mettre en difficulté Édouard.
En 1639 Les banquiers Siri et Sacchetti et le préfet de Rome, également neveu du pape, Taddeo Barberini, dénoncent l'adjudication des gains de Castro, se plaignant de l'abaissement du prix du grain et niant à Édouard les gains convenus ce qui le met dans une situation plutôt délicate : les créditeurs lui ayant concédé des prêts en présageant des futures rentes du duché réclament leur argent.
Deux décrets pris par le Camerlingue de la Sainte Église romaine, le cardinal Antonio Barberini, aggravent la situation du duc, qui interdisent l'extraction du grain, privilège de tout temps du Saint-Siège et ordonne la construction d'une route de Sutri à Rome pour absorber tout le trafic qui précédemment passait par Ronciglione (1641).
Malgré les tentatives d'Édouard d'aplanir ces difficultés, les Barberini ne cèdent pas et même prennent comme prétexte la possible faillite des Monts farnésiens pour occuper le duché et séquestrer les biens des Farnèse présents sur les terres de l'État pontifical .
L'occupation du duché de Castro par les troupes pontificales commence le 27 septembre 1641. Par réaction, les troupes des Farnèse entrent dans les États de l'Église prenant la ville d'Acquapendente et font craindre au Pape un nouveau saccage de Rome. 
La première partie de la guerre se conclut avec la négociation d'un traité de paix à Castel Giorgio qui prévoit le retrait des forces farnésiennes. Les négociations échouent le 26 octobre 1642 et Édouard perd son avance dans les territoires pontificaux au profit des Barberini qui organisent leur défense. 
Édouard tente de reconquérir Castro par des expéditions militaires sur terre et sur mer, ce qui mène à la seconde phase du conflit : une ligue se créée entre Ferdinand II de Médicis, grand-duc de Toscane, la république de Venise et le duc de Modène qui craignent les visées expansionnistes des Barberini. Ceux-ci incitent à la restitution du duché au légitime propriétaire, les alliés qui jusqu'à présent n'avait que soutenu moralement Édouard entrent en guerre au début de 1643.
Après une grave défaite des troupes pontificales à la bataille de Lagoscuro, la première guerre de Castro se termine avec le traité de Ferrare du 31 mars 1644 qui grâce à l'aide diplomatique française restitue le duché de Castro aux Farnèse et les réconcilie avec le Saint-Siège. L’accord est scellé l'année suivante avec la nomination du frère d'Édouard, François, cardinal.

## La seconde guerre de Castro (1646-1649)

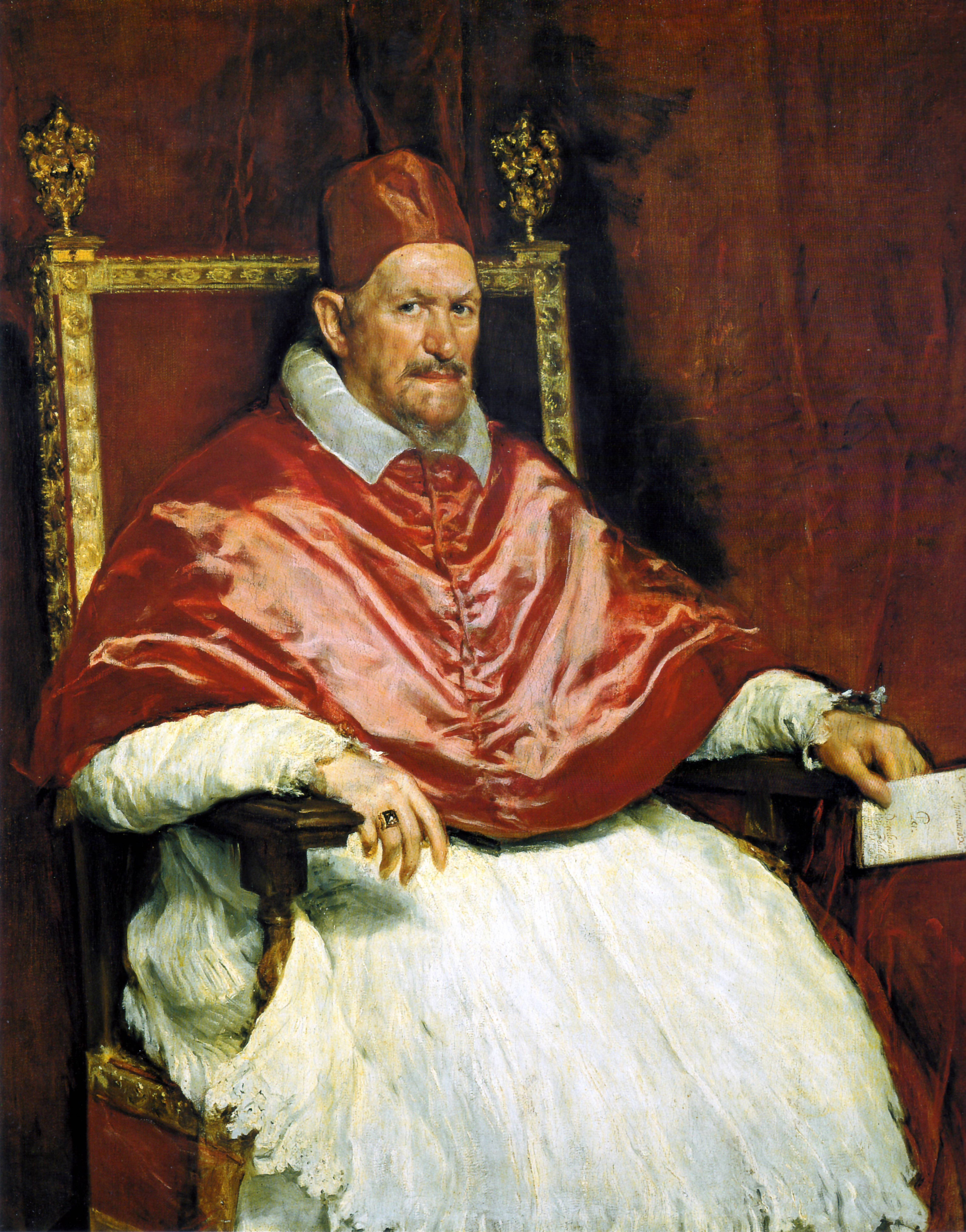
Le pape Innocent X. Portrait de Diego Vélasquez.

À la mort d'Édouard (1646), son fils âgé de 16 ans Ranuccio II, hérite en plus des dettes, d'une guerre à peine terminée. Alors que sont en cours les négociations entre le duché et la papauté pour la nomination du nouvel évêque, le pape Urbain VIII meurt. Giovanni Antonio Pamphili lui succède sous le nom d'Innocent X (1644-1655). Ce dernier est membre de la famille Pamphili, celle qui a consenti le plus de crédits aux Farnèse.
Le 17 avril 1648 le pape, sans consulter Ranuce, nomme évêque de Castro Cristoforo Giarda. Ranuce lui interdit l'entrée jusqu'à un accord avec Rome. Un an passe sans que la correspondance épistolaire ne réussisse à débloquer la situation. Le pape ordonne alors à l'évêque de prendre possession de son diocèse. Le 18 mars 1649, sur la route qui va de Rome à Castro, à proximité de Monterosi, il est victime d'un guet-apens organisé par Ranuccio Zambini de Gradoli et Domenico Cocchi de Valentano. Innocent X attribue immédiatement la responsabilité du guet-apens à Ranuce et ordonne au gouverneur de Viterbe, Giulio Spinola, d'instruire un procès pour établir la responsabilité de l'homicide d'où la décision d'attaquer le duché.
Par les manœuvres de la famille Barberini et de Olimpia Maidalchini, « patronne » de Rome, Innocent X déclare la guerre aux Farnèse. Lors de l'été, les troupes ducales sont battues à Tuscania, Castro, assiégée, capitule le 2 septembre 1649. Le colonel Sansone Asinelli, au nom du duc qui a fui à Parme, signe la capitulation entérinant la perte du duché et de ses territoires au profit des créanciers .

## Conséquences
Huit mois après, le Pape en ordonne la destruction totale de la ville. Tous les édifices sont rasés jusqu'au sol, y compris l'église principale. Le duc Ranuce, dans l'impossibilité de régler ses dettes doit accepter la perte du duché.
Le siège de l'évêché est déplacé à Acquapendente, les trésors artistiques sont cédés aux nobles familles romaines. Le destin de certains sont connus : les cloches de la cathédrale se trouvent aujourd'hui dans l'église Sant'Agnese in Agone à Rome, le simulacre de Marie Immaculée qui se trouvait dans la cathédrale est déplacé dans une église de Acquapendente.
En 1985, l'historien Romualdo Luzi publie dans la revue Barnabiti Studi l'inédit «Giornale» dell'Assedio, presa e demolizione di Castro (1649) dopo l'assassinio del Vescovo barnabita Mons. Cristoforo Giarda. 
Le manuscrit complète les rares informations relatives à cette destruction. La chronique qui débute le 1er juin et se termine le 3 décembre rend compte de chaque détail de la démolition, du transport de l'artillerie et des « autres munitions » à Civitavecchia.

### Sources de traduction
- (it) Cet article est partiellement ou en totalité issu de l’article de Wikipédia en italien intitulé « Ducato di Castro » (voir la liste des auteurs).

- (it) Cet article est partiellement ou en totalité issu de l’article de Wikipédia en italien intitulé « Castro (Lazio) » (voir la liste des auteurs).

- (en) Cet article est partiellement ou en totalité issu de l’article de Wikipédia en anglais intitulé « Wars of Castro » (voir la liste des auteurs).